# Йонгблуд, Ян
Ян Йо́нгблуд (нидерл. Jan Jongbloed; 25 ноября 1940, Амстердам — 30 августа 2023) — нидерландский футболист, вратарь. После окончания карьеры — футбольный тренер.

## Карьера

### Клубная
Профессиональная карьера Йонгблуда началась в амстердамском ДВС в 1959 году. С этим клубом Йонгблуд выигрывал чемпионат Нидерландов. После преобразования ДВС в «Амстердам» продолжил выступления в этой команде. Позже играл за «Роду» и «Гоу Эхед Иглз». Закончил карьеру в возрасте 45 лет. В Эредивизи провёл 707 матчей.

### В сборной
В сборной Нидерландов Ян Йонгблуд дебютировал 26 сентября 1962 года, выйдя на замену в матче против сборной Дании. На тот момент играл в первом дивизионе. После этого почти 12 лет в сборную не приглашался. В 1974 году основной вратарь сборной Ян ван Беверен был удалён из сборной вместе с нападающим Вилли ван дер Кёйленом из-за конфликта с лидером сборной Йоханом Кройфом, и Ринус Михелс в преддверии чемпионата мира достаточно неожиданно решил доверить место в воротах именно Йонгблуду, который хорошо играл на выходах и вообще активно передвигался. В составе сборной Ян Йонгблуд занял на чемпионате второе место. Также принимал участие в чемпионате мира 1978 года, где голландцы снова стали вторыми. Интересно, что на обоих турнирах выступал под непривычным для голкиперов номером «8». Был включён в заявку команды на чемпионат Европы 1976 года, но ни в одном матче не играл.
| №  | Дата             | Соперник          | Счёт | Голы | Турнир                    |
| 1  | 26 сентября 1962 | Дания             | 1:4  | 1    | Товарищеский матч         |
| 2  | 26 мая 1974      | Аргентина         | 4:1  | 1    | Товарищеский матч         |
| 3  | 15 июня 1974     | Уругвай           | 2:0  | -    | Чемпионат мира 1974       |
| 4  | 19 июня 1974     | Швеция            | 0:0  | -    | Чемпионат мира 1974       |
| 5  | 23 июня 1974     | Болгария          | 4:1  | 1    | Чемпионат мира 1974       |
| 6  | 26 июня 1974     | Аргентина         | 4:0  | -    | Чемпионат мира 1974       |
| 7  | 30 июня 1974     | ГДР               | 2:0  | -    | Чемпионат мира 1974       |
| 8  | 3 июля 1974      | Бразилия          | 2:0  | -    | Чемпионат мира 1974       |
| 9  | 7 июля 1974      | ФРГ               | 1:2  | 2    | Чемпионат мира 1974       |
| 10 | 4 сентября 1974  | Швеция            | 5:1  | 1    | Товарищеский матч         |
| 11 | 25 сентября 1974 | Финляндия         | 3:1  | 1    | Отборочный матч к ЧЕ 1976 |
| 12 | 9 октября 1974   | Швейцария         | 1:0  | -    | Товарищеский матч         |
| 13 | 20 ноября 1974   | Италия            | 3:1  | 1    | Отборочный матч к ЧЕ 1976 |
| 14 | 30 мая 1975      | Югославия         | 0:3  | 3    | Товарищеский матч         |
| 15 | 5 октября 1977   | СССР              | 0:0  | -    | Товарищеский матч         |
| 16 | 12 октября 1977  | Северная Ирландия | 1:0  | -    | Отборочный матч к ЧМ 1978 |
| 17 | 26 октября 1977  | Бельгия           | 1:0  | -    | Отборочный матч к ЧМ 1978 |
| 18 | 5 апреля 1978    | Тунис             | 4:0  | -    | Товарищеский матч         |
| 19 | 20 мая 1978      | Австрия           | 1:0  | -    | Товарищеский матч         |
| 20 | 3 июня 1978      | Иран              | 3:0  | -    | Чемпионат мира 1978       |
| 21 | 7 июня 1978      | Перу              | 0:0  | -    | Чемпионат мира 1978       |
| 22 | 11 июня 1978     | Шотландия         | 2:3  | 3    | Чемпионат мира 1978       |
| 23 | 21 июня 1978     | Италия            | 2:1  | -    | Чемпионат мира 1978       |
| 24 | 25 июня 1978     | Аргентина         | 1:3  | 3    | Чемпионат мира 1978       |

Итого: 24 матча / 17 пропущенных голов; 16 побед, 3 ничьих, 5 поражений.

### Тренерская
В течение нескольких месяцев 1999 года совместно с Эдвардом Стюрингом возглавлял «Витесс».

## Достижения
ДВС
- Чемпион Нидерландов: 1963/64
- Серебряный призёр чемпионата Нидерландов: 1964/65
- Победитель первого дивизиона Нидерландов: 1962/63

Сборная Нидерландов
- Серебряный призёр чемпионата мира (2): 1974, 1978
- Бронзовый призёр чемпионата Европы: 1976

## Личная жизнь
Отец — Леонардюс Вилхелмюс Йоханнес Йонгблуд, мать — Мария Йозефа Йонкер. Родители были родом из Амстердама, они поженились в 1926 году — на момент женитьбы отец был портным. В их семье было ещё девять детей: шестеро сыновей и трое дочерей.
Был женат дважды, оба брака закончились разводом. В первый раз женился в возрасте 21 года — его супругой стала 19-летняя Арендина Хиллегонда Петерс. Их брак был зарегистрирован 22 февраля 1962 года в Амстердаме. В апреле 1963 года родился сын Эрик Ян, которой тоже стал футбольным вратарём — он погиб 23 сентября 1984 года в возрасте 21 года в результате удара молнии на футбольном поле во время матча ДВС. Дочь — Антония Мария Никол.

## Смерть
Ян Йонгблуд скончался 31 августа 2023 года на 83-м году жизни после непродолжительной болезни. 7 сентября 2023 года на стадионе «Филипс» в знак скорби будет объявлена минута молчания перед матчем отборочного турнира чемпионата Европы между Нидерландами и Грецией.